# Madeleine Robinson
Madeleine Robinson (Parijs, 5 november 1917 – Lausanne, 1 augustus 2004) was een Franse actrice. Ze verscheen in vijfenzeventig films, voornamelijk in de periode 1936-1966, en daarnaast ook dikwijls op de planken.

## Leven en werk

### Afkomst, opleiding en eerste stappen
Robinson werd in een bescheiden milieu in Parijs geboren als de dochter van Tsjecho-Slowaakse immigranten die zich als ongehuwd koppel in Frankrijk hadden gevestigd. Samen met twee van haar drie oudere broers (de oudste overleed voor haar geboorte) groeide ze op in armoedige omstandigheden. Ze was amper tien jaar toen haar ouders uiteengingen. Op haar veertiende ging ze als fabrieksarbeidster werken om de kost te helpen verdienen. Daarna werkte ze onder meer als verkoopster in een boekhandel, als koerierster, als krantenverkoopster en als meid.
Nadat ze door de jury van het Conservatoire d'art dramatique werd afgewezen kreeg Robinson de kans om als vrij leerling kosteloos toneelles te volgen bij Charles Dullin die spoedig aanvoelde dat ze aanleg had.
Om wat geld bij te verdienen poseerde ze als model voor publiciteitsfoto's en nam ze figurantenwerk aan in de filmwereld.

### Eerste succes
Na enkele bijrolletjes stelde Léonide Moguy Robinson voor de belangrijkste vrouwelijke rol te spelen in de komedie Le Mioche (1936). Haar waardige en tactvolle vertolking van een zwangere arbeidster die door de vader van het kind, een jonge student, verlaten wordt, viel erg in de smaak. In het drama Grisou (1938), haar volgende vermeldenswaardige film, werd ze gecast als de losbandige mijnwerkersvrouw met twee minnaars.

### Doorbraak en succesrijke jaren veertig en vijftig
De jaren veertig brachten de bevestiging van haar talent dankzij films als de tragikomedie Douce (1943), het drama Lumière d'été (1943) en de horror- en misdaadfilm Sortilèges (1945), gerealiseerd door respectievelijk Claude Autant-Lara, Jean Grémillon en Christian-Jaque, toen al belangrijke cineasten. Haar talent zorgde ervoor dat ze naadloos paste in zowel de schort van de dienstmeid in het drama Une si jolie petite plage (1948) als in de haute-couturejurk van de directrice van een modehuis in de misdaadfilm Entre onze heures et minuit (1948).    
Op haar palmares van de succesrijke jaren veertig en vijftig prijkten ook twee Balzacverfilmingen: het drama Les Chouans (1947) en de historische film La Rabouilleuse (1960), evenals Dieu a besoin des hommes (1950) en Le Garçon sauvage (1951), twee drama's van Jean Delannoy. Ze acteerde ook aan de zijde van Jean Gabin in het misdaaddrama Leur dernière nuit (1953) en in de komedie Le Gentleman d'Epsom (1962).
Voor het drama À double tour (1959), een vroege Chabrolfilm, werd Robinson bedacht met de Coppa Volpi voor beste vrouwelijke vertolking op het Filmfestival van Venetië. In deze prefiguratie van Chabrols latere dissecties van het bourgeois huwelijk belichaamde ze perfect de vernederde en bedrogen echtgenote en de onbezorgde moeder.

### Typische rollen en filmgenres
Robinson beschikte over het talent om dienstmeiden, prostituees, (veelal ontrouwe) echtgenotes en aantrekkelijke weduwen gestalte te geven. Met dezelfde begeestering belichaamde ze directrices van modehuizen, rijke en rijpe (burger)vrouwen en adellijke vrouwen. Al die vrouwen deelden één gemeenschappelijke karaktertrek: ze waren steeds gepassioneerd.
Daarnaast begon Robinson vrij vroeg moederrollen voor haar rekening te nemen. In 1952 al vertolkte ze de moeder van Jeanne Moreau in het drama L'Homme de ma vie. Onder haar talrijke moederfiguren vielen op: 
- de moeder die eveneens liefdesrivale van haar dochter was in Les Possédées (1956)
- de possessieve moeder in Péché de jeunesse (1959)
- Louise van Savoye, de moeder van Frans I van Frankrijk in La Salamandre d'or (1962)
- de gouvernante met moederlijke gevoelens in Piège pour Cendrillon (1965)
- de moeder van Alain Delon (Le Diable et les Dix Commandements uit 1962 en L'Ours en peluche, haar laatste film uit 1994), van Isabelle Huppert  (On peut le dire sans se fâcher, 1978), van Romy Schneider (Une histoire simple, 1978) en van Isabelle Adjani (Camille Claudel, 1988)
- de schoonmoeder die ingepalmd wordt door de duistere charme van haar schoondochter Nathalie Baye in J'ai épousé une ombre (1982).

Robinson werd vooral gecast in drama's, vervolgens in tragikomedies en in misdaadfilms en thrillers.

### Samenwerkingen
Robinson verscheen niet alleen aan de zijde van beroemde oudere acteurs als Pierre Brasseur (5 films), Charles Vanel (4), Jean Gabin (2), Fernandel (2), Fernand Ledoux (3), Raimu, Louis Jouvet en Pierre Fresnay maar ook van generatiegenoten als Jean Marais, Bernard Blier (3), Paul Meurisse, Gérard Philipe, Daniel Gélin (2), Michel Auclair (3) en François Périer en van 'jongeren' als Alain Delon en Jean-Paul Belmondo.

### Toneel
Robinson debuteerde in het theater in 1942 aan de zijde van Gérard Philipe in Une grande fille toute simple van André Roussin. Ze bouwde een drukke toneelcarrière uit tot halverwege de jaren zeventig. Ze bracht bezielde vertolkingen in werken van moderne auteurs, Franse zoals Marcel Achard, Jean Anouilh, Jean Cocteau en André Roussin, en Engelstalige zoals William Somerset Maugham, Tennessee Williams, Edward Albee en Joe Orton.
Voor haar prestatie in het veeleisende Who's Afraid of Virginia Woolf? werd ze in 1965 bedacht met de prestigieuze Prix de la meilleure comédienne du Syndicat de la critique, ondanks de polemiek die ontstond door ernstige onenigheid met haar tegenspeler Raymond Gérôme.
Wat later, in 1967, verliet Robinson Parijs. Vanaf dan was ze nog maar sporadisch op het witte doek te zien. Ze verhuisde naar een dorp aan de Frans-Zwitserse grens. Tien jaar later vestigde ze zich definitief in Montreux. Halverwege de jaren negentig zette ze een punt achter haar carrière.

### Privéleven
In 1940 trouwde Robinson met Robert Dalban. Samen hadden ze een zoon, Jean-François. Ze gingen vrij vlug uit elkaar maar de scheiding kwam er pas in 1946. In 1947 hertrouwde ze met de zakenman Guillaume Amestoy van wie ze in 1950 scheidde. Daarna had ze een drie jaar durende relatie met Jean-Louis Jaubert, een van de zangers van Les Compagnons de la chanson. Samen hadden ze een dochter, Sophie-Julia (1955-1993). Ten slotte had ze nog een langdurige relatie met de acteur en schrijver José-Luis de Villalonga.
Robinson overleed in 2004 op 86-jarige leeftijd.

## Filmografie (ruime selectie)
- 1934 - Tartarin de Tarascon (Raymond Bernard)
- 1935 - Les Beaux Jours (Marc Allegret)
- 1936 - Le Mioche (Léonide Moguy)
- 1936 - L'Assaut (Pierre-Jean Ducis)
- 1937 - Nuits de feu (Marcel L'Herbier)
- 1938 - L'Innocent (Maurice Cammage)
- 1938 - Gosse de riche (Maurice de Canonge)
- 1938 - Le Capitaine Benoît (Maurice de Canonge)
- 1938 - Tempête sur l'Asie (Richard Oswald)
- 1938 - Grisou (Maurice de Canonge)
- 1940 - La Nuit merveilleuse (Jean-Paul Paulin)
- 1942 - Promesse à l'inconnue (André Berthomieu)
- 1943 - Douce (Claude Autant-Lara)
- 1943 - Lumière d'été (Jean Grémillon)
- 1945 - Sortilèges (Christian-Jaque)
- 1947 - Les Chouans (Henri Calef)
- 1947 - Le Fugitif (Robert Bibal)
- 1947 - La Grande Maguet (Roger Richebé)
- 1948 - Le Cavalier de Croix-Mort (Lucien Ganier-Raymond)
- 1948 - Les Frères Bouquinquant (Louis Daquin)
- 1948 - Une si jolie petite plage (Yves Allégret)
- 1948 - Entre onze heures et minuit (Henri Decoin)
- 1949 - Le Mystère Barton (Charles Spaak)
- 1950 - L'Invité du mardi (Jacques Deval)
- 1950 - Dieu a besoin des hommes (Jean Delannoy)
- 1951 - Le Garçon sauvage (Jean Delannoy)
- 1952 - L'Homme de ma vie (Guy Lefranc)
- 1952 - Seuls au monde (René Chanas)
- 1953 - Je suis un mouchard (René Chanas)
- 1953 - Leur dernière nuit (Georges Lacombe)
- 1953 - Minuit quai de Bercy (Christian Stengel)
- 1954 - L'Affaire Maurizius (Julien Duvivier)
- 1955 - Le Couteau sous la gorge (Jacques Séverac)
- 1956 - Les Possédées (Charles Brabant)
- 1956 - Mannequins de Paris (André Hunebelle)
- 1957 - Les Louves (Luis Saslavsky)
- 1958 - La Bonne Tisane (Hervé Bromberger)
- 1959 - Péché de jeunesse (Louis Duchesne)
- 1959 - À double tour (Claude Chabrol)
- 1960 - La Rabouilleuse (Louis Daquin)
- 1961 - Le Goût de la violence (Robert Hossein)
- 1962 - Le Gentleman d'Epsom (Gilles Grangier)
- 1962 - Le Diable et les Dix Commandements (Julien Duvivier), (anthologiefilm, episode Tes père et mère honoreras en Tu ne mentiras point)
- 1962 - The Trial (Orson Welles)
- 1962 - La Salamandre d'or (Maurice Régamey)
- 1964 - Un gosse de la butte (Maurice Delbez)
- 1965 - Piège pour Cendrillon (André Cayatte)
- 1966 - Un monde nouveau (Vittorio De Sica)
- 1966 - Le Voyage du père (Denys de La Patellière)
- 1970 - Le Cœur fou (Jean-Gabriel Albicocco)
- 1971 - Le Petit Matin (Jean-Gabriel Albicocco)
- 1970 - Aussi loin que l'amour (Frédéric Rossif)
- 1978 - On peut le dire sans se fâcher (Roger Coggio)
- 1978 - L'Amant de poche (Bernard Queysanne)
- 1978 - Une histoire simple (Claude Sautet)
- 1979 - Corps à cœur (Paul Vecchiali)
- 1979 - Siete días de enero (Juan Antonio Bardem)
- 1982 - J'ai épousé une ombre (Robin Davis)
- 1985 - Hors-la-loi (Robin Davis)
- 1988 - Les Tisserands du pouvoir (Claude Fournier)
- 1988 - Camille Claudel (Bruno Nuytten)
- 1994 - L'Ours en peluche (Jacques Deray)

## Prijs
- 1959 - Coppa Volpi voor beste vrouwelijke vertolking op het Filmfestival van Venetië voor À double tour

## Publicaties
- Madeleine Robinson: Les Canards majuscules (À jeu découvert), Éditions Robert Laffont, Paris, 1978. (autobiografie)
- Madeleine Robinson: Belle et Rebelle, Éditions Publi-Libris, Lausanne, 2001. (herwerkte versie van Les Canards majuscules (met voorwoord van Claude Dauphin)

- Bibsys: 10083971
- Biblioteca Nacional de España: XX1320677
- Bibliothèque nationale de France: cb138990767 (data)
- Catàleg d'autoritats de noms i títols de Catalunya: 981058515956906706
- Gemeinsame Normdatei: 123980291
- International Standard Name Identifier: 0000 0001 2148 7143
- Library of Congress Control Number: n78026005
- Nationale Bibliotheek van Israël: 987007438820005171
- Istituto Centrale per il Catalogo Unico: DDSV188007
- Système universitaire de documentation: 079838553
- Virtual International Authority File: 117364956
- WorldCat: E39PBJyh8cYfq3gtpyPVYq3fbd